# 昂戈 (密蘇里州)
昂戈（英語：Ongo）是位於美國密蘇里州道格拉斯縣的非建制地區。

## 歷史
昂戈的郵局於1897年設立，其後於1949年停運。

## 地理
昂戈所處的海拔為高於海平面368米（即1207英呎），而該地所採用的時區為UTC-6，即北美中部時區（CST）。同時該地設有夏令時間，為UTC-6調快一小時，即UTC-5（CDT）。